# Дуруджи
Дуру́джи (Дуруджа; груз. დურუჯი) — река в Грузии, в Кварельском муниципалитете. Левый приток реки Алазани. Длина 27 км, площадь бассейна 103 км². Река делится на две части — белый Дуруджи начинается на левом склоне горы Ниникасмта, а чёрный Дуруджи начинается на горе Шавимта (досл. чёрная гора). Из-за колоссального количества песка, который река вымывает из породы, представляет опасность городу Кварели. Средний расход воды 1,06 м³/с.
На берегах Дуруджи выращивается виноград, из которого производится вино Киндзмараули.